# آیشین آتاو
آیشین آتاو (انگلیسی: Ayşin Atav; ۲ آوریل ۱۹۴۲ – ) بازیگر، صداپیشه اهل ترکیه بود. وی از سال ۱۹۶۴ میلادی تاکنون مشغول فعالیت بوده‌است.